# Julija Olisjevska
Julija Olisjevska (ukrainska: Юлія Олішевська), född den 2 februari 1989 i Berdytjiv, Ukrainska SSR, Sovjetunionen, är en ukrainsk friidrottare som tävlar i kortdistanslöpning. 